# Pestalotiopsis filisetula
Pestalotiopsis filisetula är en svampart som beskrevs av Guba. Pestalotiopsis filisetula ingår i släktet Pestalotiopsis och familjen Amphisphaeriaceae.   Inga underarter finns listade i Catalogue of Life.